# Teofrastita
La teofrastita o theofrastita es la forma mineral del hidróxido de níquel (II), Ni(OH)2. 
Descrito por primera vez en 1981 por Theodor Marcopoulos y Maria Economou, debe su nombre a Teofrasto (371 a. C.– ca.287 a. C.), el primer mineralogista griego.

## Propiedades
La teofrastita es un mineral translúcido de color verde esmeralda cuyo brillo es sedoso o vítreo.
Tiene dureza 3,5 en la escala de Mohs y una densidad de 4,00 g/cm³.
En secciones finas su color es verde pálido y es débilmente pleocroica.
Asimismo, es soluble en ácidos.
La teofrastita cristaliza en el sistema trigonal, clase  hexagonal escalenoédrica (3 2/m).
Tiene un contenido en níquel superior al 63%.
Pertenece al grupo mineralógico de la brucita —de fórmula general M2+(OH)2—, siendo el análogo de níquel de este mineral; otros miembros de este grupo son portlandita, pirocroíta y amakinita.

## Morfología y formación
La teofrastita forma cristales diminutos, laminares o de fibras paralelas, en costras botroidales, cuyo tamaño puede alcanzar los 0,5 cm. También puede aparecer estratificada con otros minerales de estructura laminar.
En la localidad tipo forma recubrimientos en cromititas y lentejones en serpentinitas.
Aparece asocida a magnetita, cromita, millerita, vesuvianita, clorita, andradita-grosular, calcita, zaratita, reevesita, honessita e hidrohonessita.

## Yacimientos
La localidad tipo de la teofrastita está en la cordillera Vermio (Macedonia Central, Grecia).
Hay también depósitos en Lanzada (Lombardía, Italia) y Unst (Islas Shetland, Escocia).
Este mineral hidróxido está presente en la minas Rodionovskoe (óblast de Cheliábinsk, Rusia), Jeffrey (Quebec, Canadá) y Lord Brassey (Tasmania, Australia). Esta última es una mina abandonada de níquel, localidad tipo de dos inusuales minerales de níquel como heazlewoodita y hellyerita.